# 10767 Toyomasu
10767 Toyomasu este un asteroid din centura principală de asteroizi.

## Descriere
10767 Toyomasu este un asteroid din centura principală de asteroizi. A fost descoperit pe 22 octombrie 1990 la Kitami de Kin Endate și Kazuro Watanabe. Asteroidul prezintă o orbită caracterizată de o semiaxă mare de 2,22 ua, o excentricitate de 0,15 și o înclinație de 4,5° în raport cu ecliptica.